# Tân Phú, Quận 7
Tân Phú là một phường thuộc Quận 7, Thành phố Hồ Chí Minh, Việt Nam.

## Địa lý
Phường Tân Phú nằm ở trung tâm Quận 7, có vị trí địa lý:
- Phía đông giáp phường Phú Thuận
- Phía tây giáp phường Tân Phong
- Phía nam giáp phường Phú Mỹ và huyện Nhà Bè
- Phía bắc giáp các phường Bình Thuận và Tân Quy.

Phường có diện tích 4,29 km², dân số năm 2021 là 35.893 người,  mật độ dân số đạt 8.366 người/km².

## Lịch sử
Phường Tân Phú được thành lập vào ngày 6 tháng 1 năm 1997 trên cơ sở 459 ha diện tích tự nhiên và 6.892 người của xã Phú Mỹ thuộc huyện Nhà Bè.